# NGC 2297
NGC 2297 est une galaxie spirale intermédiaire (barrée ?) située dans la constellation du Peintre. NGC 2297 a été découverte par l'astronome britannique John Herschel en 1835.

## Caractéristiques
Sa vitesse par rapport au fond diffus cosmologique est de 3 500 ± 34 km/s, ce qui correspond à une distance de Hubble de 51,6 ± 3,7 Mpc (∼168 millions d'al).
La classe de luminosité de NGC 2297 est II-III.